# Гайлендс
Шотландський Гайлендс (англ. Highlands, шотл. гел. A' Ghaidhealtachd, шотл. Hielans) — одна з двох історико-географічних частин Шотландії. Містить нерівні й гористі регіони півночі. Межею з Лоулендсом є круті схили рифта що спускаються до Шотландської низовини, хоча точні межі не визначаються, особливо на сході. Велика ущелина грабена Глен-Мор низкою глибоких вузьких озер Лох-Несс, Лох-Лохі розділяє регіон на Грампіанські гори (південний схід) та Північно-західне Шотландське нагір'я (північний захід).
Найбільші морські затоки, що врізаються в шотландський суходіл — Ферт-оф-Клайд, що тягнеться з заходу майже до Ґлазґо, та Ферт-оф-Форт — зі сходу до Единбургу та Стерлінгу. Вони розрізають Шотландію на дві частини (в пропорції 2/1 з півночі на південь). З цієї причини на середньовічних картах північну частину країни часто зображували як півострів з маленьким перешийком на півдні. Стратегічна важливість цього перешийка була в свій час оцінена римлянами, які з'єднали у середині II ст. обидві затоки 60-кілометровим Антоніновим валом. Між цими затоками лежить Середньошотландська низовина чи Лоулендс. З давніх-давен ця рівнина площею усього в 300 км² була економічним та політичним серцем Шотландії, її найбільш щільно населену частину. Далі на північ розпочинаються Грампіанські гори — дві найвищі гірські гряди країни. В свою чергу, їхньою найвищою точкою та одночасно усієї Шотландії є вершина Бен-Невіс (1344 м). Цей ланцюг переходить у Північно-шотландське нагір'я. Разом вони складають історичний регіон Гайлендс, який у римських джерелах виступає як «Великий Каледонський ліс». Домінуючою рослиною первісного лісу була шотландська сосна. На південних схилах виростали також дуби, берези, у вологих місцях вільха. Масив лісу переривався мозаїкою долин, річок, озер, скель та боліт. Невисока абсолютна висота шотландських гір компенсується їхньою більш скелястою будовою та суворішим кліматом. В давнину ліс був основним елементом краєвиду Гайлендсу. Гайлендс всесвітньо відомий як один з наймальовничіших регіонів Європи.

## Геологія
Нагір'я лежить на північ і захід від граничного розлому Гайленд, який прямує  від Аррана до Стонгейвена. Ця частина Шотландії значною мірою складається з стародавніх порід кембрійського та докембрійського періодів, піднятих під час пізнішого каледонського орогенезу. Зустрічаються невеликі формації льюїсіанських гнейсів на північному заході віком до 3 мільярдів років. Скелі Торрідонового пісковика утворюють Торрідонові пагорби, такі як Ліатах та Бейнн-Айге у Вестер-Россі.
Підмурівки прорізані безліччю молодших вулканічних інтрузій, залишки яких утворили гірські масиви, такі як Кернгормс та Скайлінський Куїлін Варто відзначити формації Древнього червоного пісковику, уздовж узбережжя Морі-Ферт, юрські відкладення на острові Скай та півострові Еплкросс, до них приурочені родовища нафти Північного моря. Грейт-Глен утворений на транскуррентному розломі, прямує Гайлендсом і розділяє його на Північно-західне Шотландське нагір'я і Грампіанські гори.
У плейстоцені весь терен зазнав заледеніння, за винятком, можливо, кількох нунатаків.

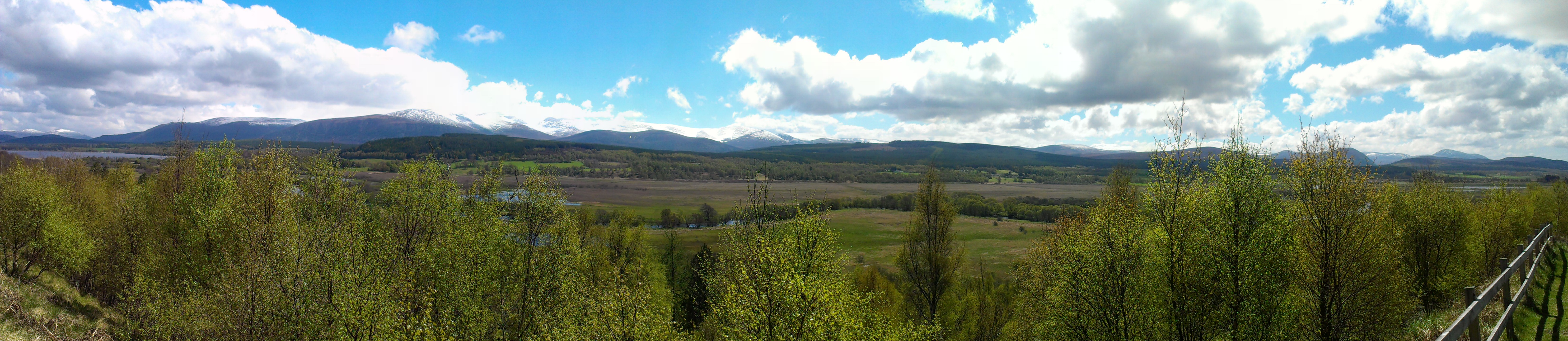